# Source (œuvre d'art)
Pour les articles homonymes, voir Source.
Source est une œuvre d'art de l'artiste franco-bulgare Elena Paroucheva, localisée dans la commune d' Amnéville-les-Thermes en France. C'est une installation artistique monumentale sur quatre pylônes électriques du réseau de très haute tension, réalisée d'août à décembre 2003 pour le compte du Gestionnaire de réseau de transport français RTE et inaugurée le 17 février 2004. La ligne a été déposée en mars 2022.

## Description
Avec un coût d'environ 350 000 euros, l'installation est composée de deux pylônes de 28 mètres de haut et deux de 34 mètres de haut de la ligne aérienne de très haute tension de transport d'électricité  225 kV.  Elle comporte 3284 mètres de câbles en acier, 2708 mètres de haubans, 525 mètres de bandes, 576 mètres de tubes en acier inoxydable et 40 projecteurs.
Les pylônes sont à une distance de 1,2 km sur la Rue de l'Europe et symbolisent dans le détail:
- Pylône N ° 10 (28 m de haut) : Source  Lumière
- Pylône N ° 11 (28 m de haut) : Source Eau
- Pylône N ° 12 (34 m de haut) : Source Énergie
- Pylône N ° 13 (34 m de haut) : Source Flamme

## Liens
- Electric Art – Documentation de l'Œuvre d'art (en anglais)